# Könsta
Könsta är en by i Offerdals distrikt (Offerdals socken) i Krokoms kommun, Jämtlands län (Jämtland). Byn är belägen nära Näldsjön, längs vägen mellan Änge och Glösa/Valne i Alsens distrikt (Alsens socken). Byn omtalas första gången år 1420 då en olaff j könestadhom nämns. 

## Näringsliv
Liksom övriga byar i Offerdals socken har Könstas näringsliv dominerats av jordbruket. I början på 1900-talet fanns dock ett kalkstensbrott som ägdes av Hissmofors AB. Brytningen började år 1903 och upphörde på 1930-talet. Kalkstenen skickades på pråmar över Näldsjön till Nälden och därifrån med tåg till pappersmassafabriken i Hissmofors, Krokom. När brytningen i Könsta upphört påbörjades en kalkstensindustri i Berge, Änge. Kalkbränningen i Berge bedrevs in på 1960-talet.

## Kända personer från Könsta
- Olle Falk, riksspelman
- Ante Falk, spelman